# Hikawa-jinja (Shibuya)
À ne pas confondre avec les Hikawa-jinja d'Akasaka et de Saitama.
Le Hikawa-jinja (氷川神社, Hikawa-jinja) de Shibuya (渋谷, Shibuya) est un sanctuaire shinto faisant partie des 59 Hikawa-jinjas. Construit en 1092, il est situé à Shibuya-est (渋谷区東, Shibuya-ku Higashi), dans la métropole de Tokyo.  

## Histoire

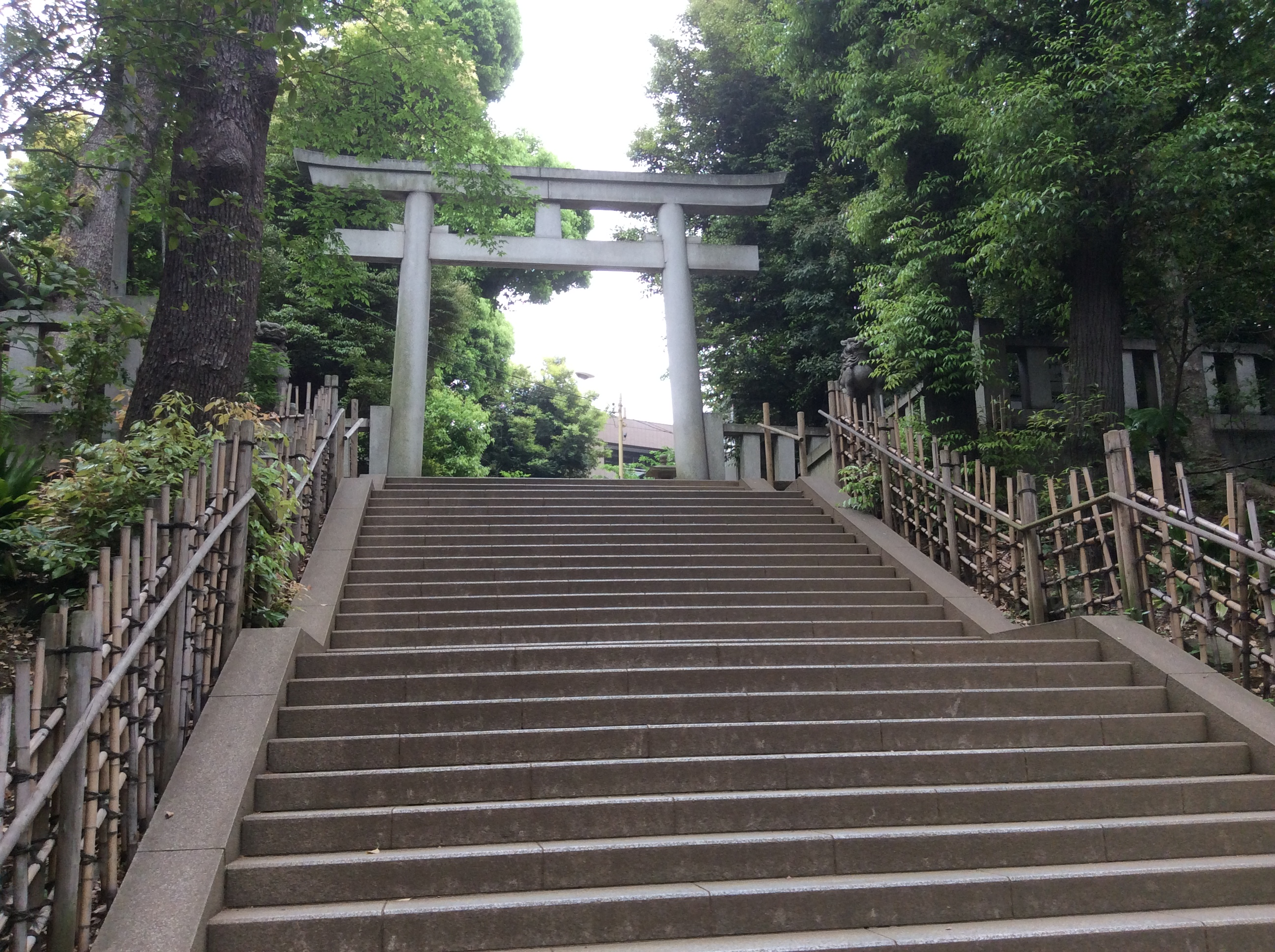
Marches menant au temple et torii.

Autrefois, un Daimyōjin gardait les villages de Shimoshibuya (下渋谷村) et de Toyosawa (豊沢村). Même si peu est connu de son début, il en existe des traces dans le Hikawa Daimyōjin Hōsenji engi (氷川大明神宝泉寺縁起, Hikawa Daimyōjin Hōsenji engi) écrit en 1605 par le moine Hōen (宝円) du Hōsenji (ja). Il raconte que le fils de l'empereur Keikō Yamato Takeru y aurait rencontré le légendaire Susanoo. À la suite de cette rencontre, En'nin fonde le Hōsenji en 1713. Il est le plus ancien sanctuaire de la région de Shibuya,. 
L'enceinte du sanctuaire est construit le 25 février 1693. Des plans datant du 1er janvier 1748 montrent que la superficie est de 6 840 tsubos (en) (坪). Un document issu par les magistrats du temple en 1749 confirme ces données, et la superficie est restée pareille jusqu'au XXIe siècle. L'Edo meisho zue raconte qu'il s'y trouvait autrefois un vieux pin appelé le Tokiwamatsu (ja) (常磐松, Tokiwamatsu), qui semble avoir été planté par Tokiwa Gozen. Mort il y a 780 ans, le bois du pin est conservé dans une des salles du sanctuaires. 
Le temple subit plusieurs rénovations dans les siècles qui suivent, dont notamment des déplacements les 3 novembre 1938 et 25 mai 1945. 

## Activités

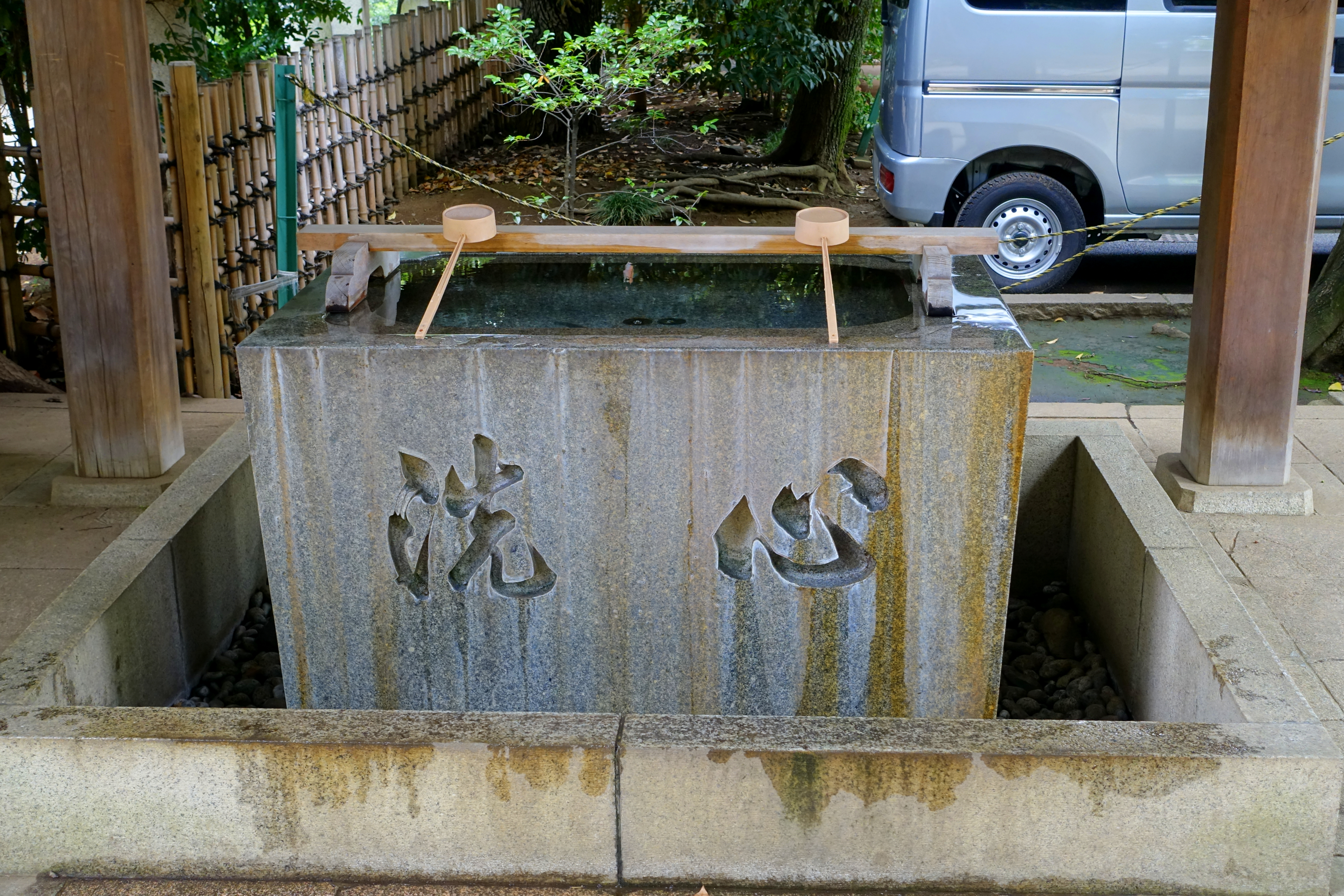
Chōzuya.

### Événements
Pratiqué depuis l'Antiquité dans la région, le sumo y est une activité importante, et avec les festivals des sanctuaires de Kajima (ja) et de Setagaya Hachimangū (ja), le festival sumo du Hikawa-jinja de Shibuya faisait partie des trois plus importants de la banlieue d'Edo.
Le festival annuel avait lieu le 29 septembre et attirait des visiteurs de partout dans la ville. On raconte que même le Shogunat est allé le voir. Même si non organisé de nos jours, le site est encore utilisé comme terrain de sumo par les locaux.

### Relation aux paroissiens et affiliations
Le territoire occupé par la paroisse du Hikawa-jinja de Shibuya était plutôt grand, prenant tout le sud de ce qui est aujourd'hui l'arrondissement de Shibuya. Il est bordé au nord par le territoire de la paroisse du Kon'ō Hachimangū (ja), ainsi que la route du Kamakura kaidō. La région était au début habitée par de nombreux daimyōs, qui fréquentaient le sanctuaire. La région s'est vite urbanisée, et après la Seconde Guerre mondiale, on pouvait compter plus de 16 000 ménages. 
Le sanctuaire est affilié aux sanctuaires de Hachiman, Itsukushima, Inari et Akiba (ja).